# ألبرت أنيس
ألبرت أنيس (بالإنجليزية: Albert Anis) هو مهندس معماري أمريكي، ولد في 1889، وتوفي في 1964.

## معرض صور

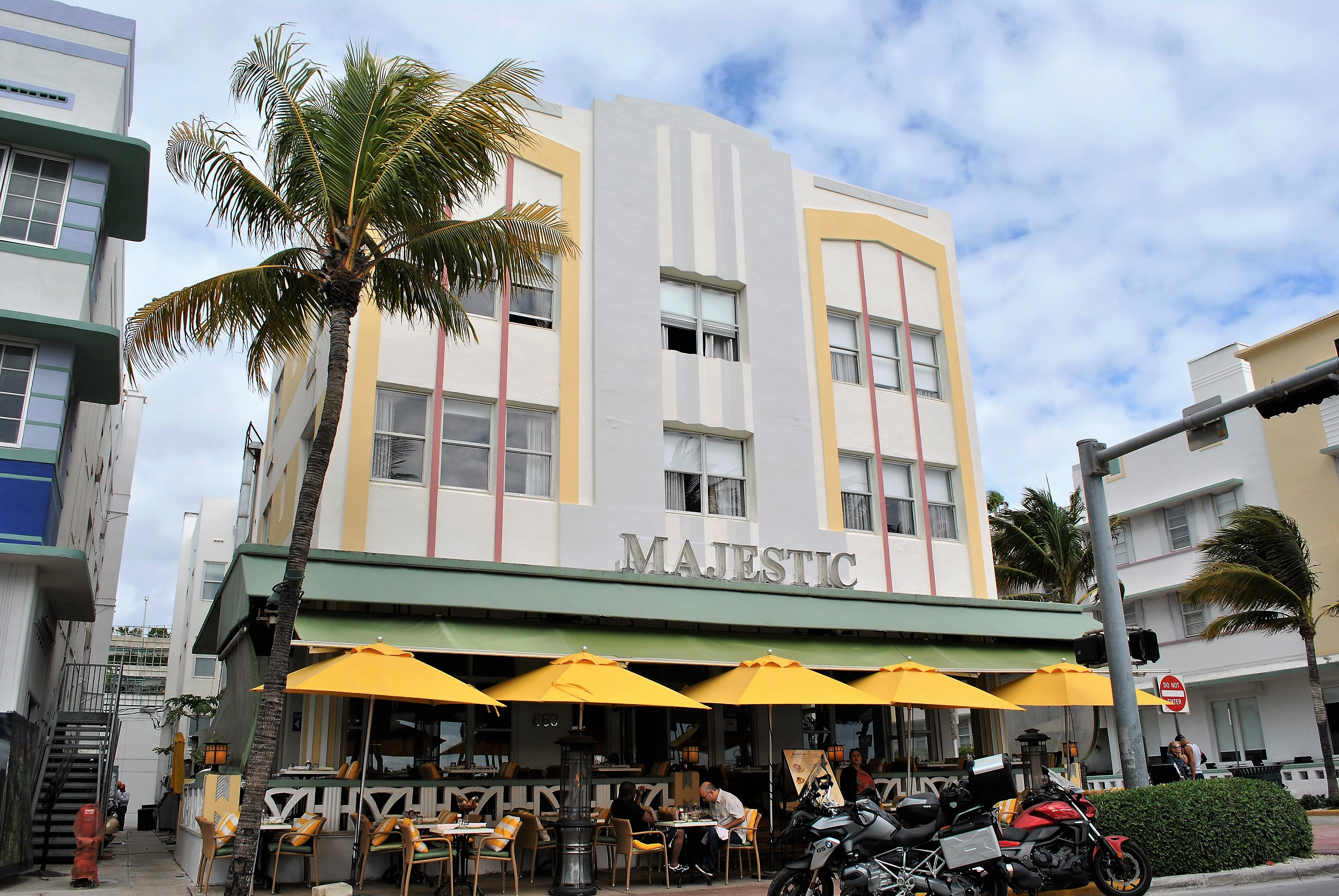
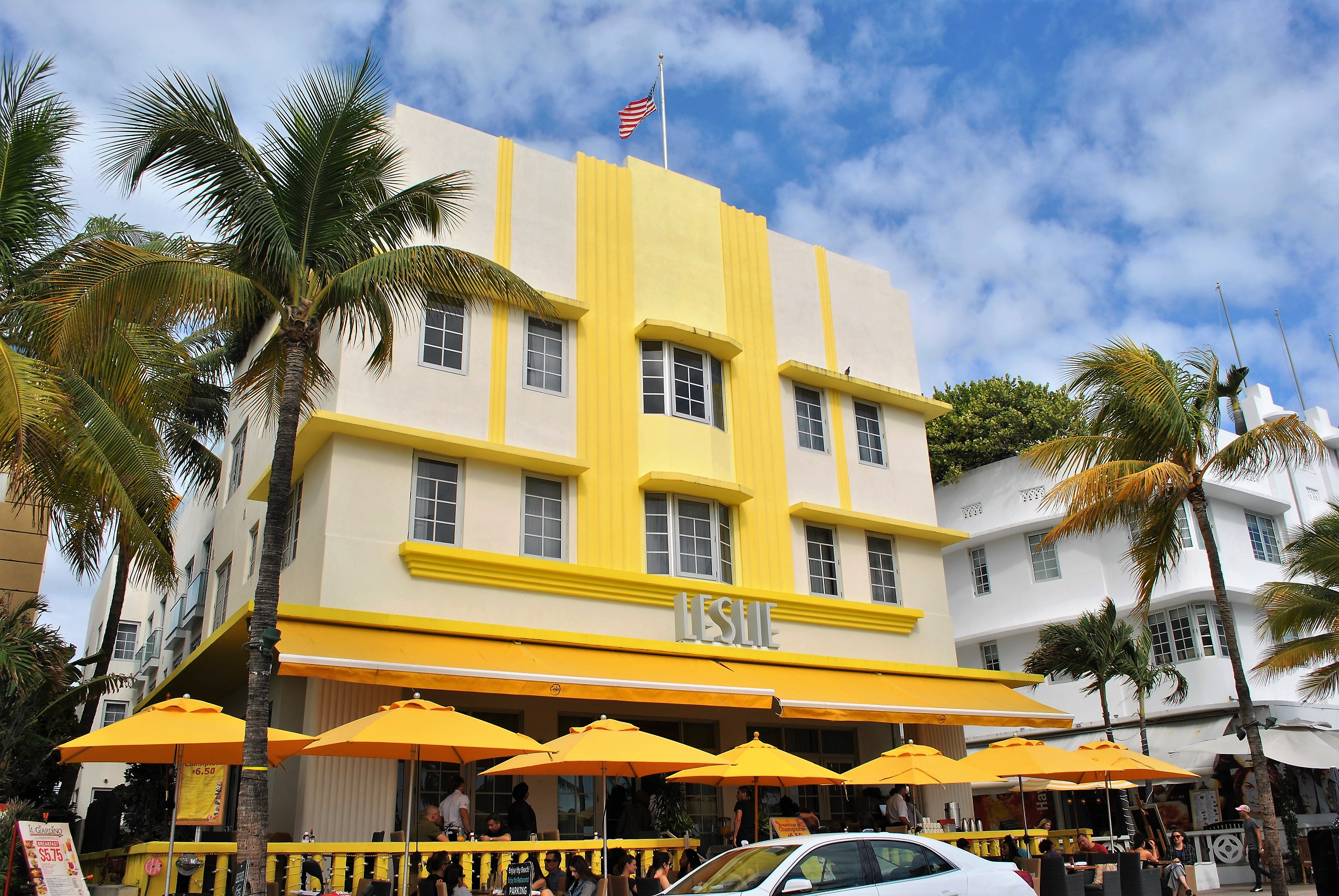
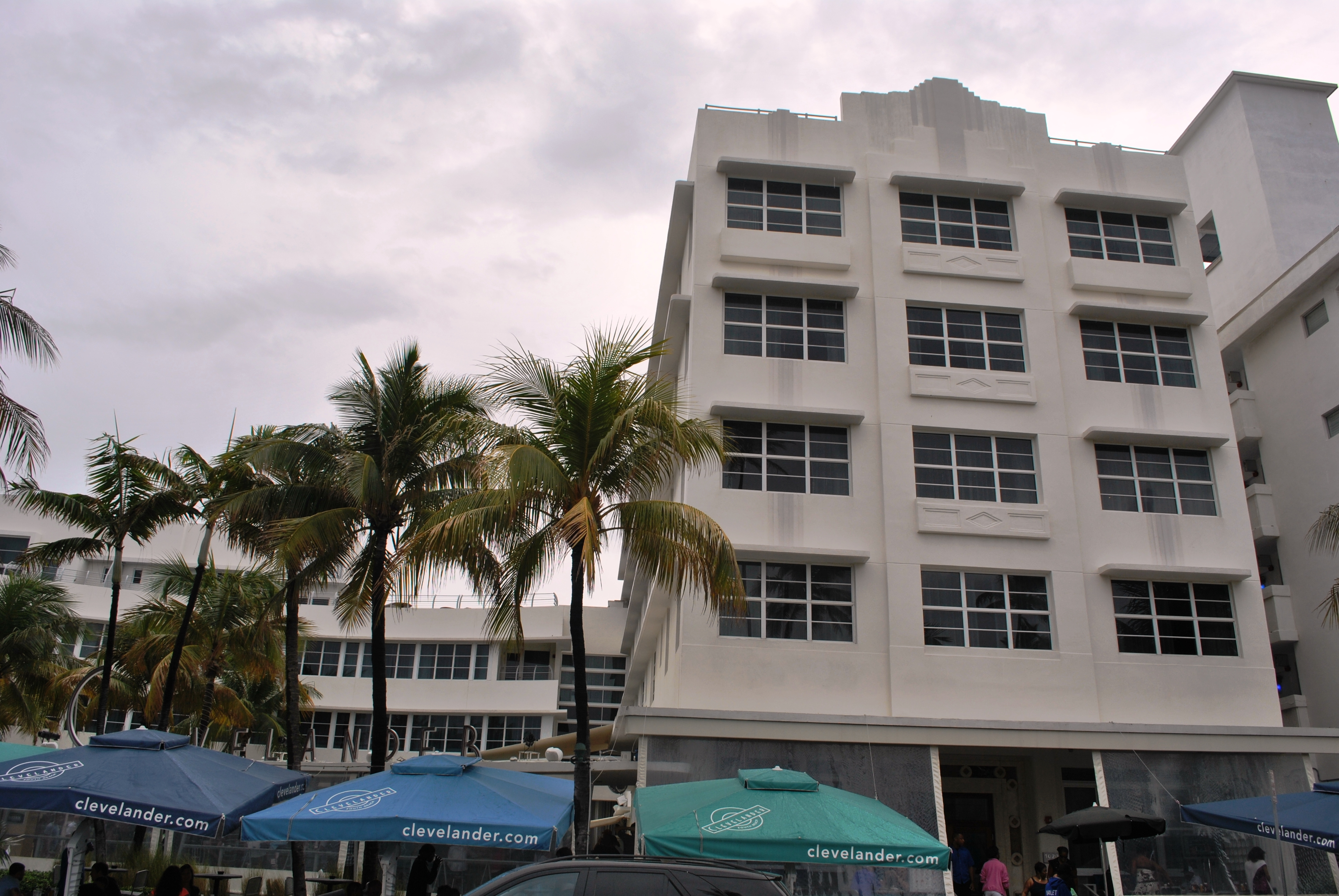
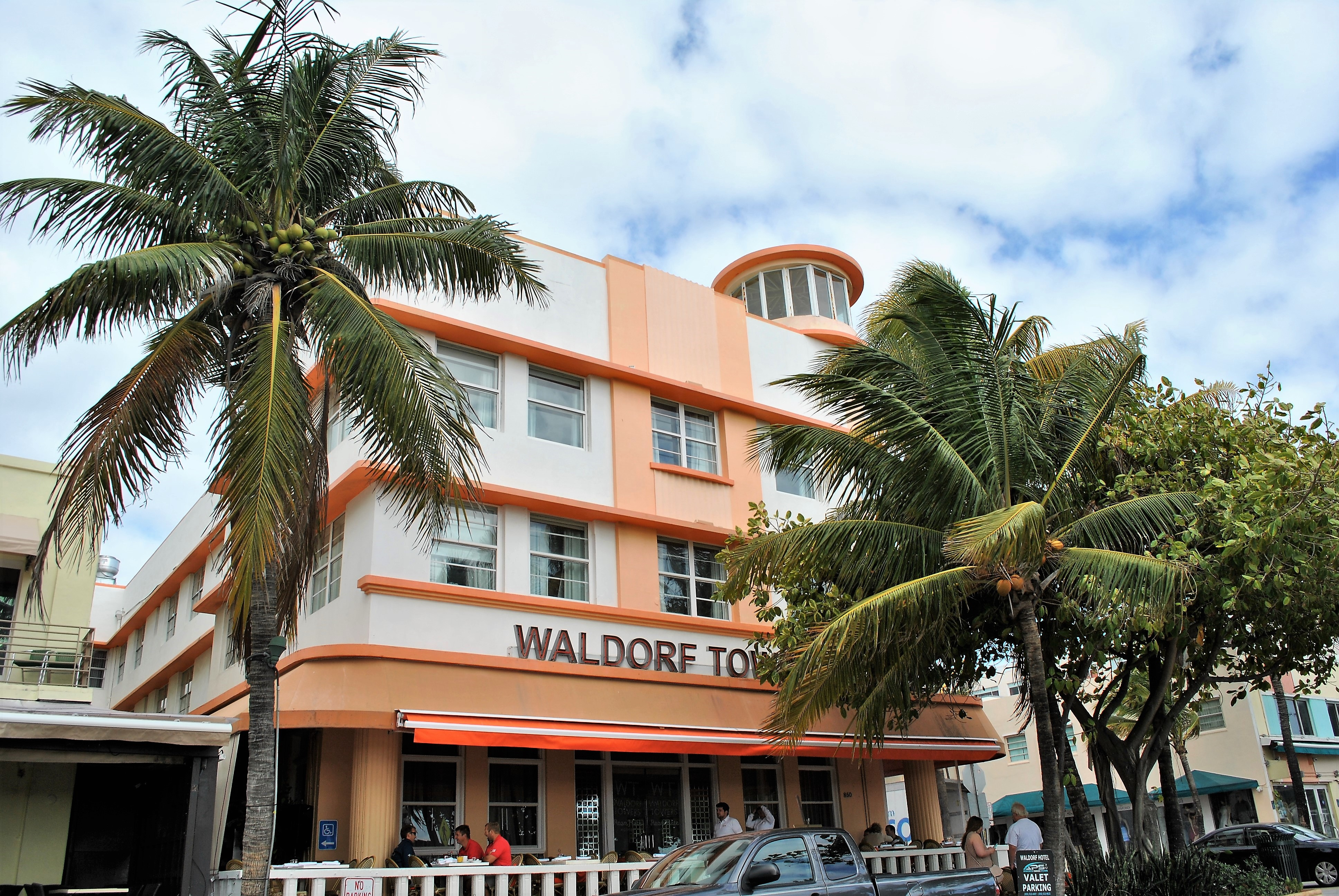
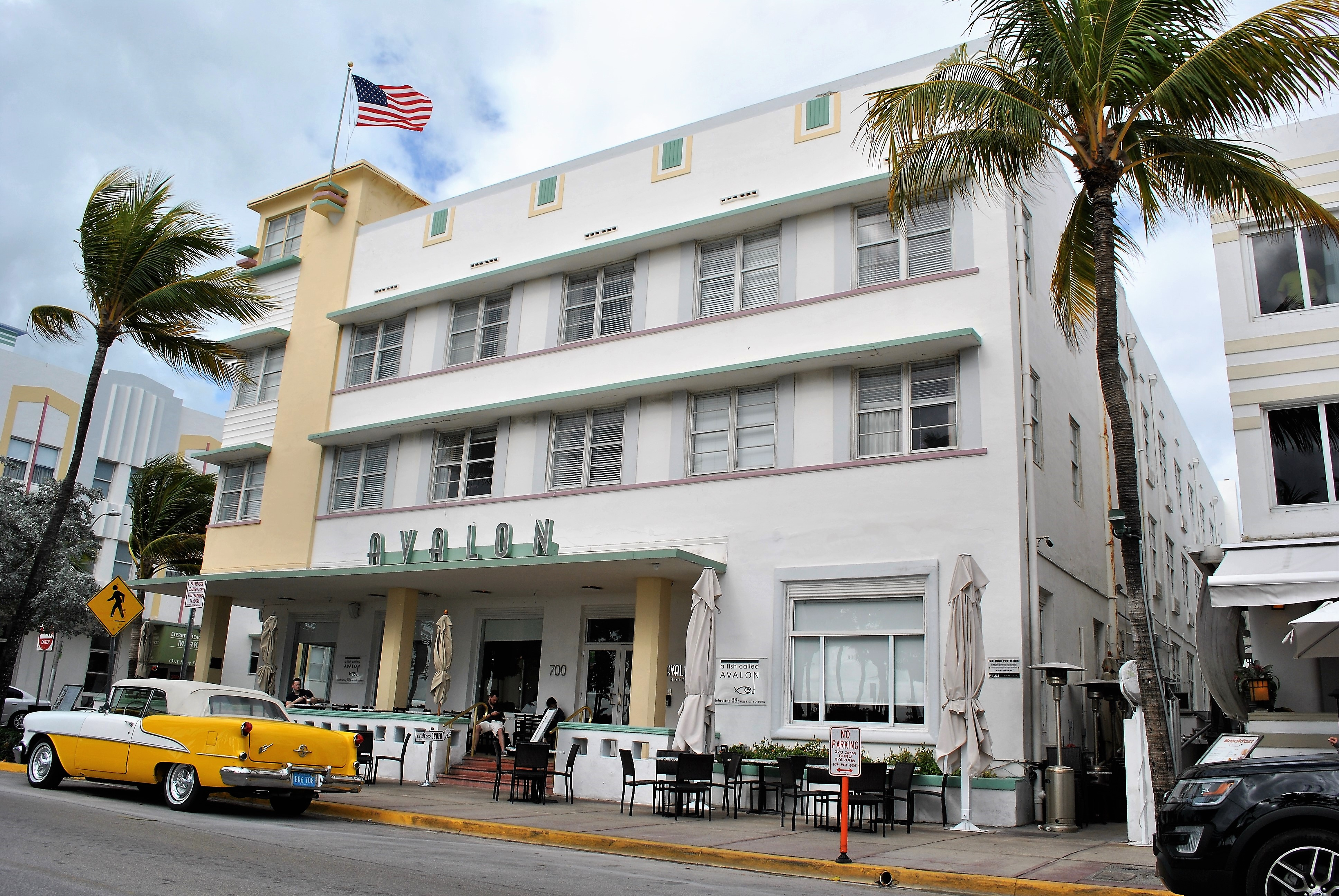